# Joan II d'Empúries
Joan d'Empúries i d'Aragó (? - 1401), comte d'Empúries (1398-1401).

## Orígens familiars
Fill primogènit de Joan I d'Empúries i la seva segona muller, la infanta Joana d'Aragó, filla de Pere III el Cerimoniós.
Heretà el comtat d'Empúries a la mort del seu pare, que fou empresonat pel rei Joan I per una presumpta col·laboració amb l'enemic del comte-rei, el comte de Foix. Heretà un comtat on no va poder imposar el seu poder, sobretot per la seva ràpida mort.

## Núpcies
Del seu casament amb Elfa de Cardona, filla d'Hug II de Cardona i Beatriu de Luna, no en nasqué cap fill, per això designà hereu el seu germà, l'infant Pere d'Empúries.